# مدينة السينما (اليونسكو)
يعد مشروع مدينة السينما التابع لليونسكو جزءًا من شبكة المدن المبدعة الأوسع.
يعدّ مجال السينما واحدًا من سبعة مجالات إبداعية في الشبكة، وهي: الحرف والفنون الشعبية، والتصميم، وفن الطهو، والأدب، وفنون الإعلام، والموسيقى. 

## معايير اليونسكو لمدن السينما
لتحصل على لقب مدينة السينما، يتعين على المدن تلبية عدد من المعايير التي حددتها اليونسكو 
تشترك مدن السينما التي عيّنتها اليونسكو في خصائص مماثلة، تتضمن:
- توفّر البنية التحتية الهامة المتعلقة بصناعة السينما، على سبيل المثال استوديوهات إنتاج الأفلام والمناظر الطبيعية/البيئات السينمائية.
- روابط مستمرة أو مثبتة لإنتاج الأفلام وتوزيعها وتسويقها تجاريًا
- خبرة في استضافة المهرجانات السينمائية والعروض وغيرها من الأحداث المتعلقة بالأفلام
- المبادرات التعاونية على المستوى المحلي والإقليمي والدولي
- التراث السينمائي بشكل أرشيفات ومتاحف ومجموعات خاصة و/أو معاهد السينما
- مدارس صناعة الأفلام ومراكز التدريب
- الجهد المبذول في نشر الأفلام المنتجة و/أو الموجهة محليًا أو وطنيًا
- مبادرات لتشجيع تبادل المعرفة حول الأفلام الأجنبية

## عن المدن
في عام 2009، أصبحت برادفورد أول مدينة سينمائية، حيث انضمت إليها سيدني في عام 2010.  
سيدني هي موطن استديوهات فوكس في أستراليا، الاستوديو الذي أنتجثلاثية The Matrix و غاتسبي العظيم و الوولفيرين. تعتبر سيدني موقعاً ملائماً للإنتاج السينمائي بفضل شواطئها وجبالها الخضراء، التي توفّر خلفية لتصوير العديد من المشاهد السينمائية. 
تستضيف مدينة بوسان مهرجانًا سينمائيًا دوليًا سنويًا، وهي من "المعايير" المطلوبة في عالم السينما. 
بريستول هي موطن شركة آردمان أنيميشنز الحائزة على جائزة الأوسكار. كما أنها موطن لاستوديوهات بوتيل يارد ووحدة التاريخ الطبيعي في بي بي سي.  
بريستول "مفعمة بالتاريخ والشخصيات"، أما ياماغاتا فهي "عاصمة ريفية ممتعة وصاخبة".  
تستضيف ياماغاتا كل عامين مهرجانًا دوليًا للأفلام الوثائقية .
بوتسدام هي موطن استوديو بابلسبيرج، أكبر استوديو للأفلام في ألمانيا. كما أنها موطن لـ Film Park of Babelsberg وFilm University of Babelsberg.
مومباي هي موطن السينما الهندية.

## مدن السينما
يوجد 21 مدينة للسينما، موزعة على 18 دولة وأربع قارات.
14 من أوروبا وأربعة من آسيا واثنان من أوقيانوسيا وواحد من أمريكا الجنوبية.
بولندا وإسبانيا والمملكة المتحدة هي الدول الوحيدة التي فيها مدينتا سينما.
مدن السينما هي:
| المدينة             | البلد            | سنة الاختيار |
| ------------------- | ---------------- | ------------ |
| أسابا               | نيجيريا          | 2023         |
| بوتلي               | مقدونيا الشمالية | 2015         |
| برادفورد            | المملكة المتحدة  | 2009         |
| برستل               | المملكة المتحدة  | 2017         |
| بوسان               | كوريا الجنوبية   | 2014         |
| كان (فرنسا)         | فرنسا            | 2021         |
| كلوج نابوكا         | رومانيا          | 2021         |
| غالواي              | أيرلندا          | 2014         |
| غدينيا              | بولندا           | 2021         |
| كاتماندو            | نيبال            | 2023         |
| وودج                | بولندا           | 2017         |
| مومباي              | الهند            | 2019         |
| ورزازات             | المغرب           | 2023         |
| بينيدو              | البرازيل         | 2023         |
| بوتسدام             | ألمانيا          | 2019         |
| تشينغداو            | الصين            | 2017         |
| روما                | إيطاليا          | 2015         |
| سانتوس، ساو باولو   | البرازيل         | 2015         |
| سراييفو             | البوسنة والهرسك  | 2019         |
| صوفيا               | بلغاريا          | 2014         |
| سيدني               | أستراليا         | 2010         |
| تاراسا              | إسبانيا          | 2017         |
| بلد الوليد          | إسبانيا          | 2019         |
| Vicente López ‏      | الأرجنتين        | 2023         |
| ويلينغتون           | نيوزيلندا        | 2019         |
| ياماغاتا (ياماغاتا) | اليابان          | 2017         |

## أنظر أيضا
- شبكة المدن المبدعة
- مدينة الأدب
- مدينة الموسيقى
- مدن التصميم
- مدينة الحرف والفنون الشعبية
- مدينة فن الطهو
- مدينة الفنون الإعلامية

## روابط خارجية
- شبكة المدن المبدعة: الأفلام (unesco.org)